# 梅田修 (経営コンサルタント)
梅田 修（うめだ おさむ、1923年3月11日 - ）は、経営学者、経営コンサルタント。
日本経営開発研究所を設立、梅田経営研究所、梅田生産財マーケティング研究所所長。経営戦略、生産財マーケティング、生産管理を研究。

## 来歴
1942年米沢高等工業学校機械工学科卒。技術士（生産管理部門）。住友重機、日本飛行機をへて、日本生産性本部経営コンサルタント指導養成講座に入る。本部指導経営主任コンサルタントをつとめた。

## 著書
- 『生産方針とコスト管理』中央経済社 会計実務の焦点シリーズ 1971
- 『新市場開発の着眼点』中央経済社 1974
- 『経営のための方針策定の手引き』産業能率短期大学出版部 1976
- 『販売訴求点分析表による生産財セールスの科学的手法』日刊工業新聞社 1979
- 『生産財マーケティングと商品開発』日刊工業新聞社 1983
- 『生産財流通計画と管理』日刊工業新聞社 1984
- 『実践TPMマニュアル』日刊工業新聞社 1986
- 『100の図表で生産財マーケティングがわかる本』経林書房 1986
- 『産業用財業務用財営業部員精鋭化マニュアル 販売ノウハウの体系化とマニュアルづくりの手順を示す』日本ビジネスレポート 1987
- 『商品開発マーケティング入門 販売訴求分析が明かす モノ作りから販売まで、すべてを網羅する驚異のノウハウ』PHP研究所 1993
- 『生産財・新製品開発システム 製品開発のテーマ探索から市場導入まで』編著 新技術開発センター 1993

## 注
1. ↑  『現代日本人名録』1987年